# Loc-Brévalaire
Loc-Brévalaire (bret. Loprevaler) – miejscowość i gmina we Francji, w regionie Bretania, w departamencie Finistère.
Według danych na rok 1990 gminę zamieszkiwało 218 osób, a gęstość zaludnienia wynosiła 131 osób/km² (wśród 1269 gmin Bretanii Loc-Brévalaire plasuje się na 985. miejscu pod względem liczby ludności, natomiast pod względem powierzchni na miejscu 1096.).